# Tikanlı
Tikanlı è un comune dell'Azerbaigian situato nel distretto di Qəbələ. Conta una popolazione di 1 850 abitanti.